# Боевые свиньи (фильм)
«Боевые свиньи» (англ. War Pigs) — военный боевик режиссёра Райана Литтла. Премьера фильма состоялась 23 мая 2015 года на кинофестивале «GI Film Festival» в Вашингтоне. В фильме приняли участие такие известные актёры — Дольф Лундгрен и Микки Рурк, и менее известные Люк Госс и Райан Келли.

## Сюжет
Отряду пехоты Армии США, известному как «Боевые свиньи», необходимо отправиться в тыл врага, чтобы уничтожить оружие нацистов, с помощью любых доступных средств. Лейтенант Джек Вожик (Люк Госс) и капитан французского легиона Ганс Пиколт (Дольф Лундгрен) помогают солдатам подготовиться перед выполнением этого задания.

## В ролях
| Актёр           | Роль                   |
| --------------- | ---------------------- |
| Люк Госс        | лейтенант Джек Вожик   |
| Дольф Лундгрен  | капитан Ханс Пиколт    |
| Чак Лидделл     | сержант МакГриви       |
| Микки Рурк      | майор Э.Дж.Реддинг     |
| Ноа Сеган       | рядовой Август Чемберс |
| Райан Келли     | рядовой Уильям Йорк    |
| Джек Строуман   | рядовой Фрэнки Бакли   |
| Маклейн Нельсон |                        |
| Блейк Уэбб      |                        |

## Награды и номинации
| Премия           | Категория                                                | Имя                                 | Результат |
| ---------------- | -------------------------------------------------------- | ----------------------------------- | --------- |
| GI Film Festival | Премия «GI Film Festival» за Лучший художественный фильм | Райан Литтл Стивен Луки Андре Релис | Победа    |